# Saison 2025-2026 du Havre Athletic Club
Maillots
Dernière mise à jour : 19 mai 2025.
Chronologie
Saison précédente Saison suivante
La saison 2025-2026 du Havre Athletic Club est la trentième-et-unième saison du club havrais en championnat de France de Ligue 1. Il s'agit de la troisième saison consécutive du club normand parmi l'élite, après un maintien obtenu lors de la dernière journée du championnat précédent. Les Havrais participent également à la Coupe de France.
L'intersaison est marquée par le rachat du club par le fonds américain Blue Crow Sports Group.

## Effectif professionnel
Le tableau suivant dresse la liste des joueurs faisant partie de l'effectif havrais pour la saison 2025-2026.
En grisé, les sélections de joueurs internationaux chez les jeunes mais n'ayant jamais été appelés aux échelons supérieurs une fois l'âge-limite dépassé ou les joueurs ayant pris leur retraite internationale.

### Statistiques individuelles

#### Joueurs prêtés
| Joueur | Poste | Club | Division | Championnat | Championnat | Championnat | Championnat  | Championnat | Coupe nationale | Coupe nationale | Coupe nationale | Coupe nationale | Coupe nationale | Total | Total       | Total  | Total        | Total |
| Joueur | Poste | Club | Division | MJ          | But inscrit | Averti      | Carton rouge | Min.        | MJ              | But inscrit     | Averti          | Carton rouge    | Min.            | MJ    | But inscrit | Averti | Carton rouge | Min.  |
| ------ | ----- | ---- | -------- | ----------- | ----------- | ----------- | ------------ | ----------- | --------------- | --------------- | --------------- | --------------- | --------------- | ----- | ----------- | ------ | ------------ | ----- |

## Compétitions

### Préparation d'avant-saison
| À venir 0 point | Entrée en lice en 1/32e de finale |
| 0V 0N 0D        | 0V 0N 0D                          |
| TOTAL: 0V 0N 0D |                                   |

### Championnat

#### Classement
| Rang | Équipe                 | Pts | J | G | N | P | Bp | Bc | Diff | Qualification ou relégation            |
| ---- | ---------------------- | --- | - | - | - | - | -- | -- | ---- | -------------------------------------- |
| 14   | FC Metz P              | 0   | 1 | 0 | 0 | 1 | 0  | 1  | −1   |                                        |
| 15   | OGC Nice               | 0   | 1 | 0 | 0 | 1 | 0  | 1  | −1   |                                        |
| 16   | RC Lens                | 0   | 1 | 0 | 0 | 1 | 0  | 1  | −1   | Participation au barrage de relégation |
| 17   | Olympique de Marseille | 0   | 1 | 0 | 0 | 1 | 0  | 1  | −1   | Relégation en Ligue 2                  |
| 18   | Le Havre AC            | 0   | 1 | 0 | 0 | 1 | 1  | 3  | −2   | Relégation en Ligue 2                  |

#### Résultats par journée
| Journée   | 01 | 02 | 03 | 04 | 05 | 06 | 07 | 08 | 09 | 10 | 11 | 12 | 13 | 14 | 15 | 16 | 17 | 18 | 19 | 20 | 21 | 22 | 23 | 24 | 25 | 26 | 27 | 28 | 29 | 30 | 31 | 32 | 33 | 34 |
| --------- | -- | -- | -- | -- | -- | -- | -- | -- | -- | -- | -- | -- | -- | -- | -- | -- | -- | -- | -- | -- | -- | -- | -- | -- | -- | -- | -- | -- | -- | -- | -- | -- | -- | -- |
| Terrain   |    |    |    |    |    |    |    |    |    |    |    |    |    |    |    |    |    |    |    |    |    |    |    |    |    |    |    |    |    |    |    |    |    |    |
| Résultats |    |    |    |    |    |    |    |    |    |    |    |    |    |    |    |    |    |    |    |    |    |    |    |    |    |    |    |    |    |    |    |    |    |    |
| Points    |    |    |    |    |    |    |    |    |    |    |    |    |    |    |    |    |    |    |    |    |    |    |    |    |    |    |    |    |    |    |    |    |    |    |
| Place     |    |    |    |    |    |    |    |    |    |    |    |    |    |    |    |    |    |    |    |    |    |    |    |    |    |    |    |    |    |    |    |    |    |    |

### Coupe de France
La Coupe de France 2025-2026 est la 108e édition de la Coupe de France, une compétition à élimination directe mettant aux prises les clubs de football amateurs et professionnels à travers la France métropolitaine et les DOM-TOM. Elle est organisée par la FFF et ses ligues régionales.

## Bilan de la saison
- Premier but de la saison :
- Premier but sur penalty :
- Premier doublé :
- But le plus rapide d'une rencontre :
- But le plus tardif d'une rencontre :
- Plus grand nombre de buts marqué contre l’adversaire :
- Plus grand nombre de buts marqué par l’adversaire :
- Plus grand nombre de buts marqués dans une rencontre :
- Plus large victoire à domicile :
- Plus large défaite à domicile :
- Plus large victoire à l'extérieur :
- Plus large défaite à l'extérieur :
- Meilleur classement de la saison en Ligue 1 :
- Moins bon classement de la saison en Ligue 1 :
- Plus grande affluence à domicile :
- Plus petite affluence à domicile :

Mis à jour le 19 mai 2025.